# Gamze Tazim

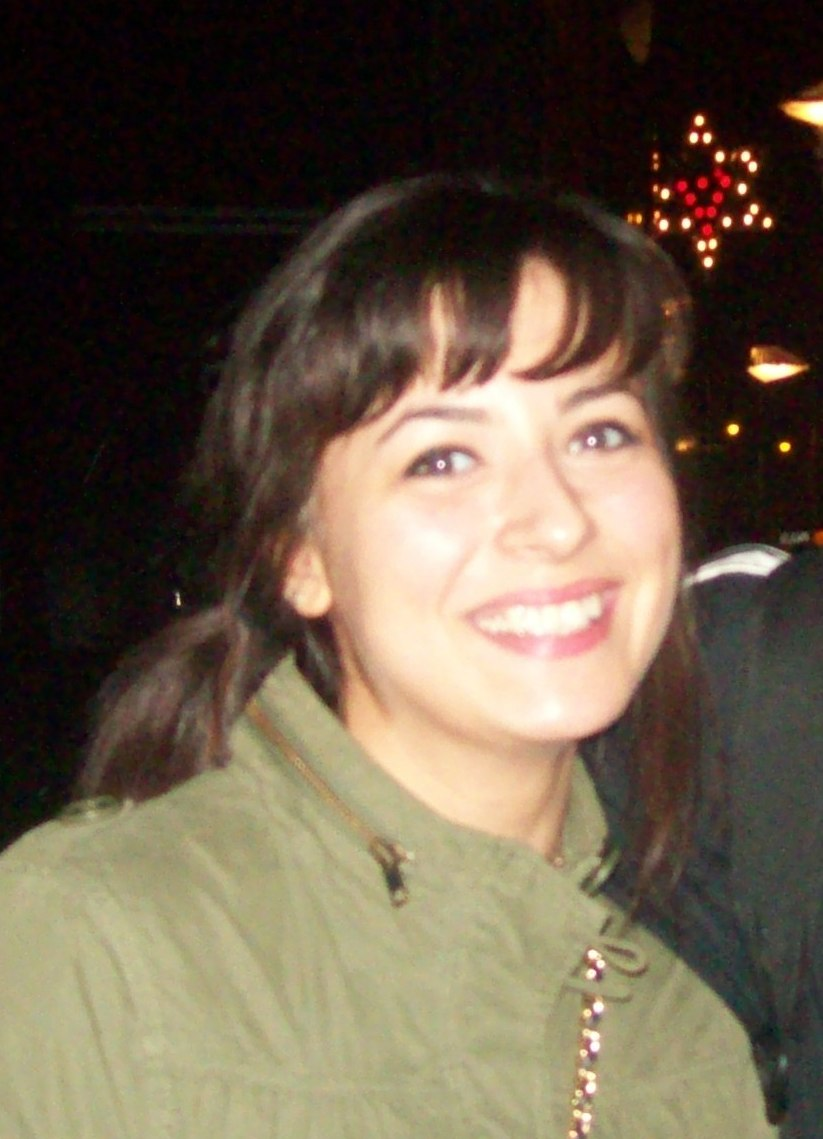
Gamze Tazim

Gamze Tazim (* 28. Januar 1989 in Den Haag) ist eine niederländische Schauspielerin türkischer Abstammung.

## Leben und Karriere
Tazim wuchs in Den Haag auf. Ihre Eltern stammen ursprünglich aus der Türkei. Im Alter von zehn Jahren begann sie mit dem Tanzen, entschied sich jedoch später, sich auf die Schauspielerei zu konzentrieren. Mit zwölf Jahren trat sie der Jugendtheaterschule Rabarber bei.
Ihre Karriere begann 2007 mit der Rolle der Noa van Rijn in der Serie Het Huis Anubis, die sie bis 2009 verkörperte. Anschließend war sie 2010 in dem Film Gangsterboys zu sehen. 2012 wurde sie für den Film Mixed Kebab gecastet. Außerdem spielte sie 2016 in der Serie Flikken Rotterdam mit. Unter anderem trat Tazim 2017 in Celblok H auf.

## Filmografie
Filme
- 2008: Anubis en het pad der 7 zonden
- 2009: Anubis en de Wraak van Arghus
- 2010: Gangsterboys
- 2012: Mixed Kebab

Serien
- 2007–2009: Het Huis Anubis
- 2008: Den Helder
- 2011: Van God Los
- 2011: Seinpost Den Haag
- 2013: Malaika
- 2016: Flikken Rotterdam
- 2017: Celblok H

## Theater
- 2008–2009: Anubis en de Graal van de Eeuwige Vriendschap